# Södra hällarna

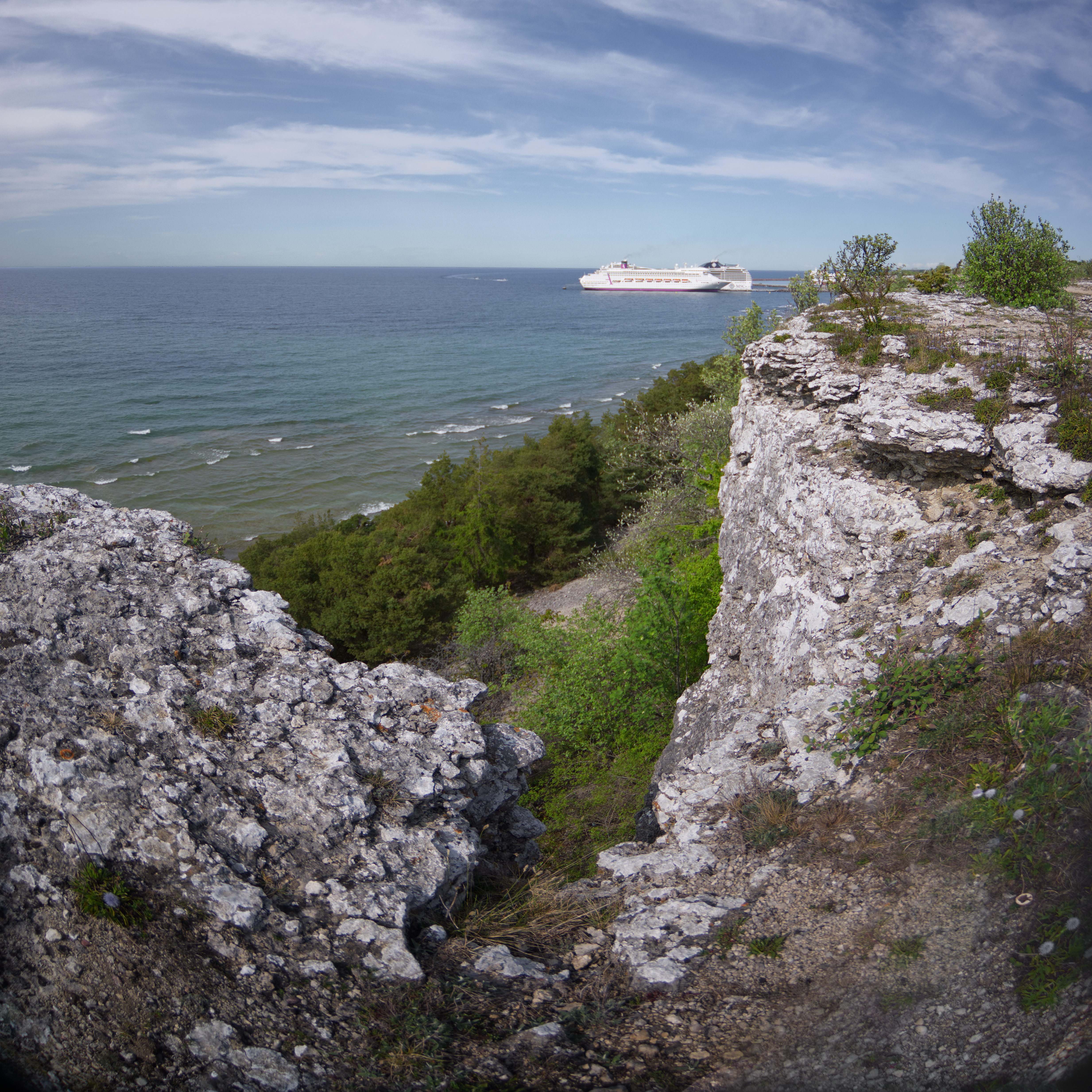
Bilden visar den dramatiska klintkanten, stranden mot Östersjön samt kryssningsfartyg som ligger vid Visby hamns besökspir.

Södra hällarna är ett naturreservat på Gotland som ligger precis söder om Visby. Tidigare var det ett militärt skjutfält.

## Reservatet
Södra hällarna är ett av två naturreservat, som förvaltas av Region Gotland (det andra är Galgberget).

## Galleri

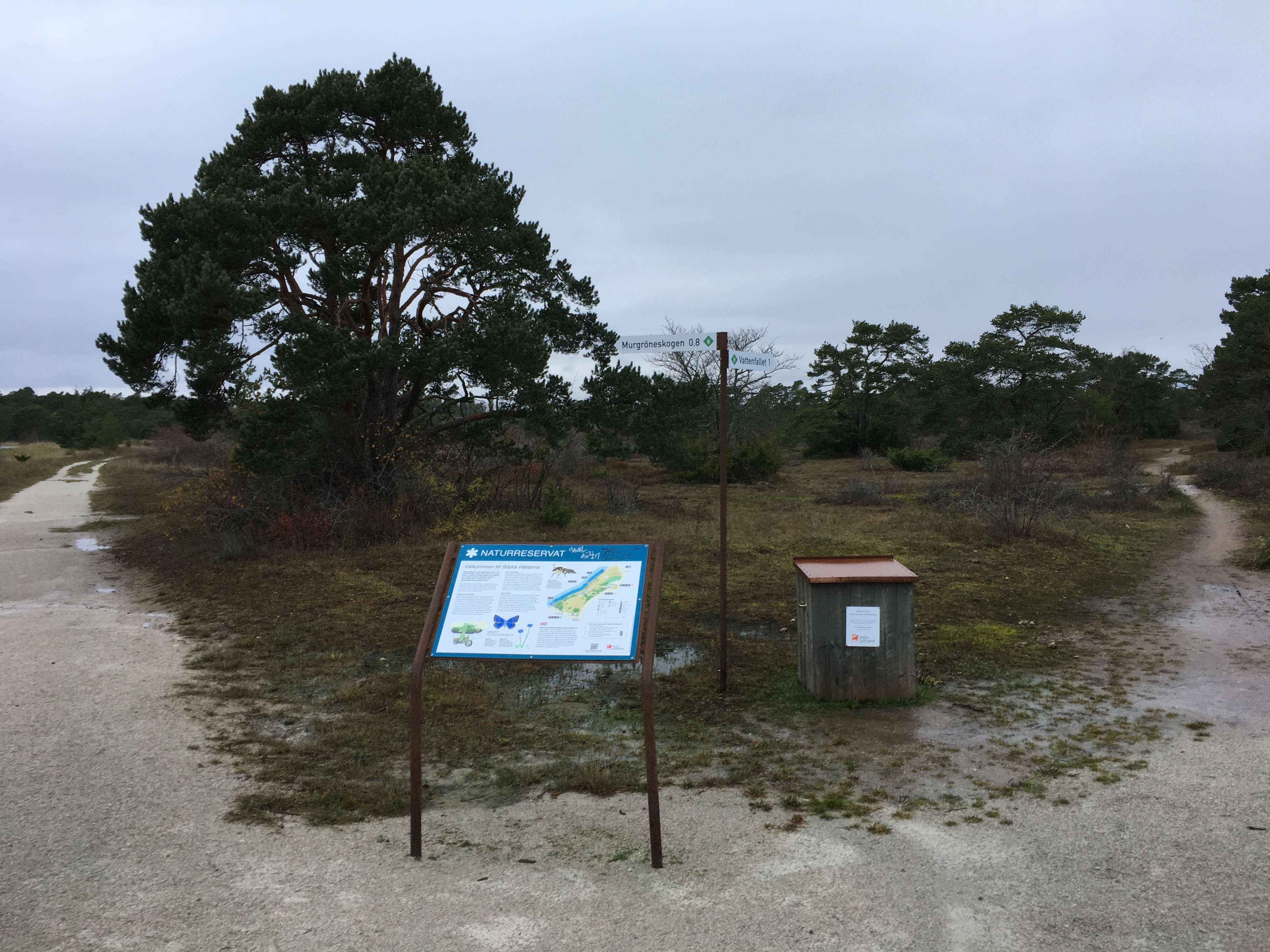
Södra ingången till naturreservatet.
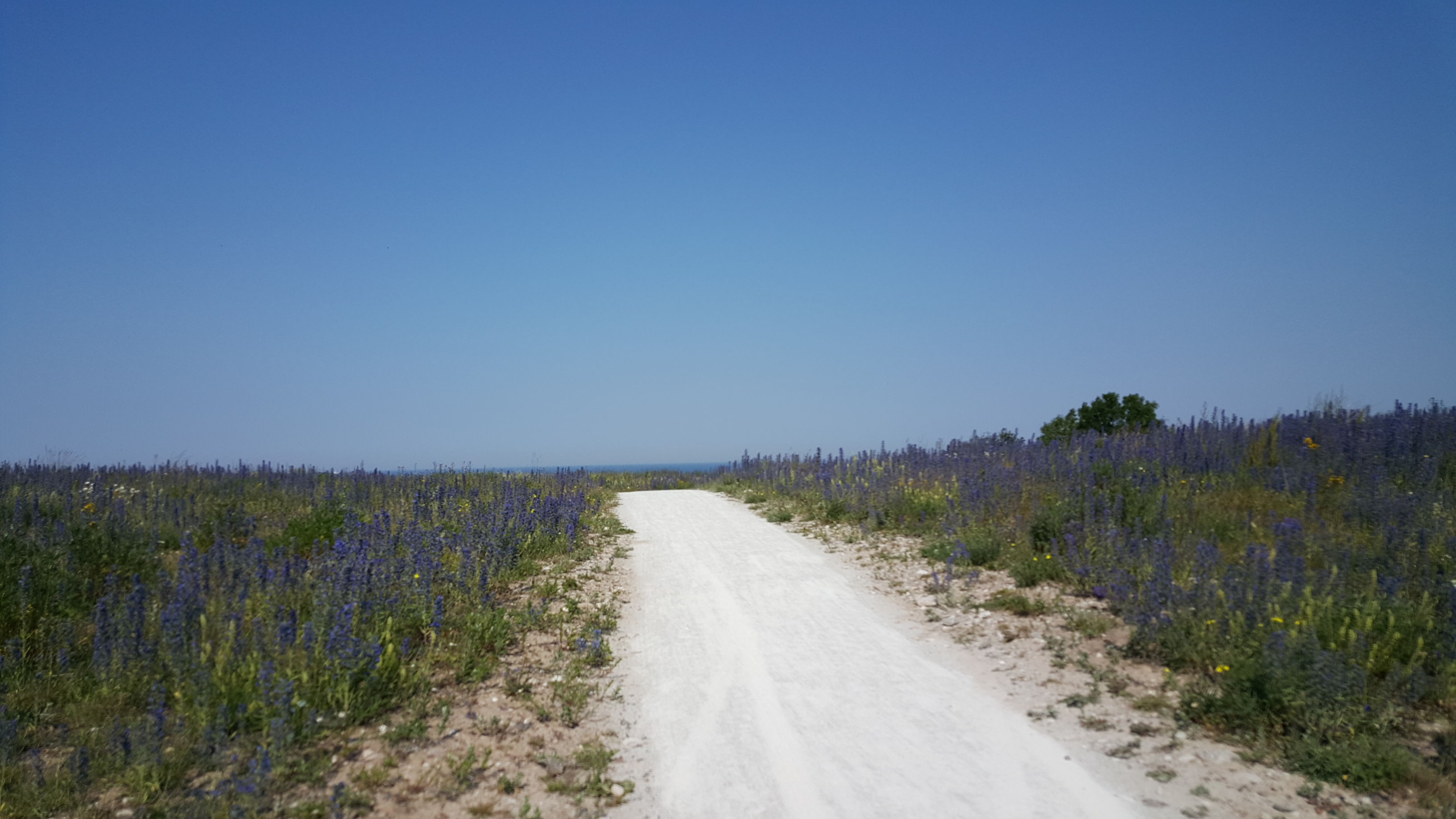
Cykelvägen som går hela vägen från Vibble till Visby.
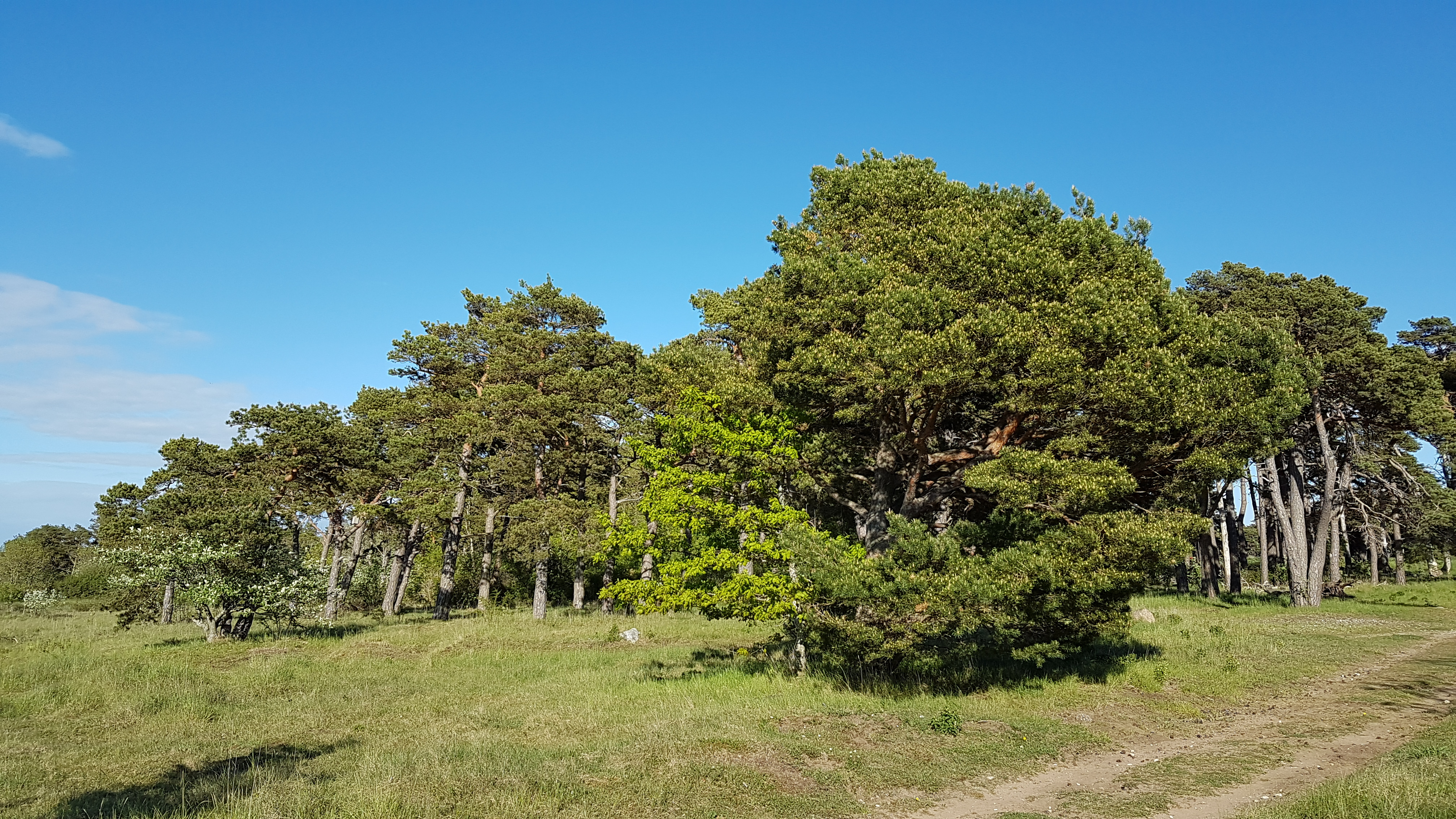
Skogspartiet i östra delen av naturreservatet.
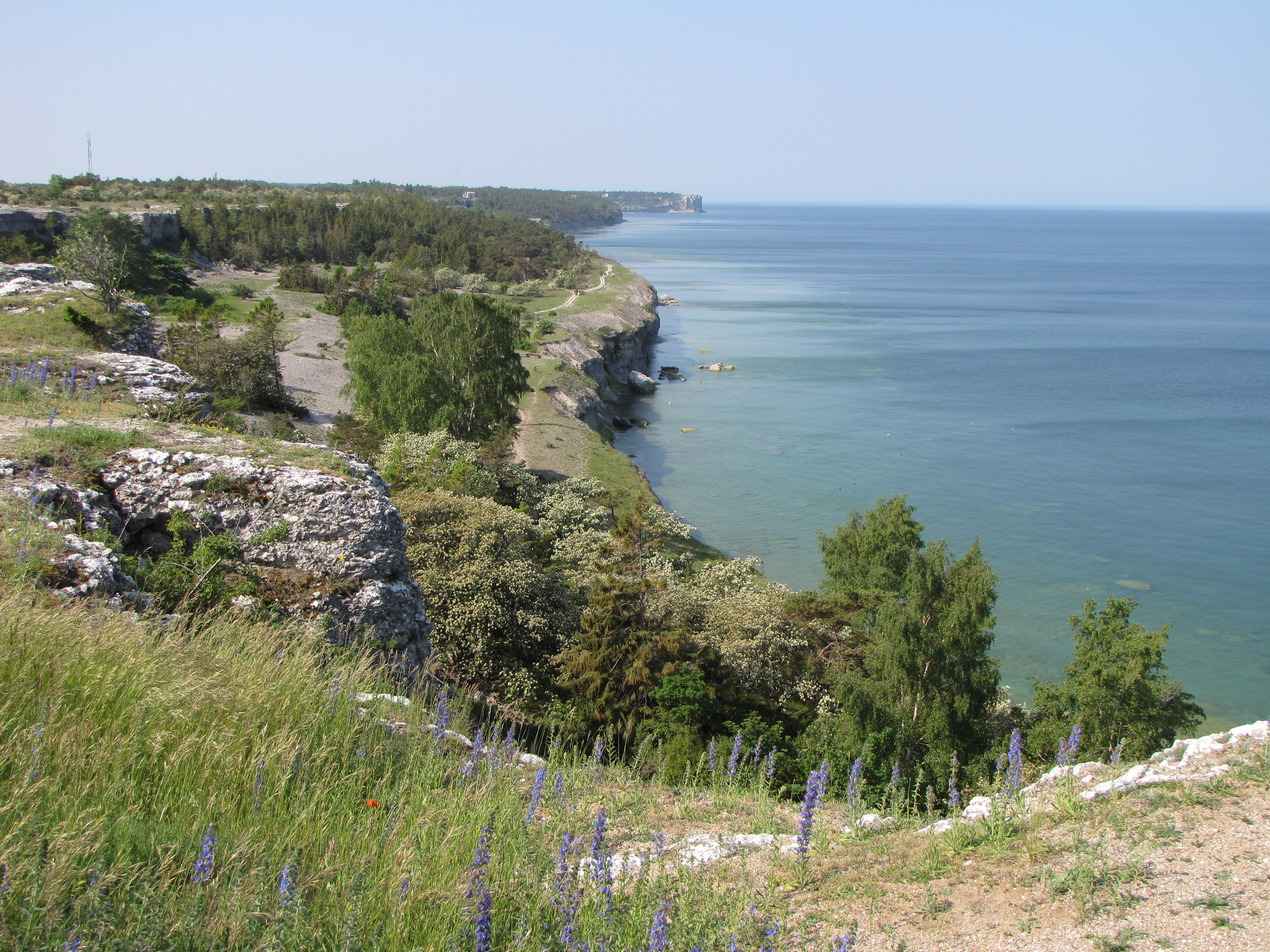
Utsikt mot Högklint från Södra Hällarna.